# Nossa Senhora de Lourdes (Santa Maria)
Nossa Senhora de Lourdes (Pronunciación portuguesa: [n'ósA señ'órA d'e ????], "Nuestra Señora de Lourdes") es un barrio del distrito de Sede, en el municipio de Santa Maria, en el estado brasileño de Río Grande del Sur. Está situado en la zona central de Santa Maria.

## Villas
El barrio contiene las siguientes villas: Loteamento Cidade Jardim, Nossa Senhora de Lourdes, Parque Residencial Nossa Senhora da Saúde, Parque Residencial Nossa Senhora de Lourdes, Vila Ana Maria, Vila Belém, Vila Elwanger, Vila Palotina, Vila Rolim.

## Galería de fotos

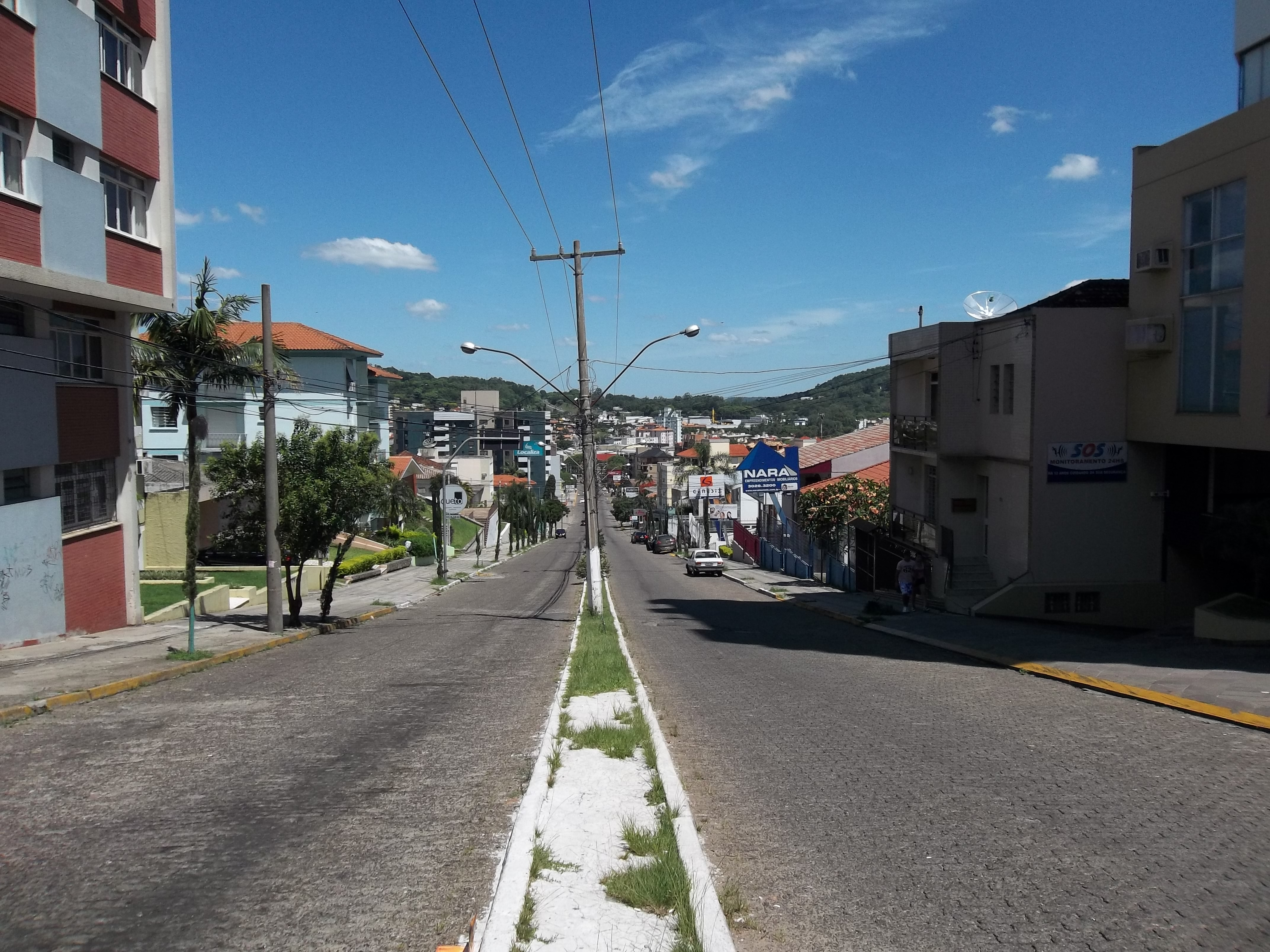
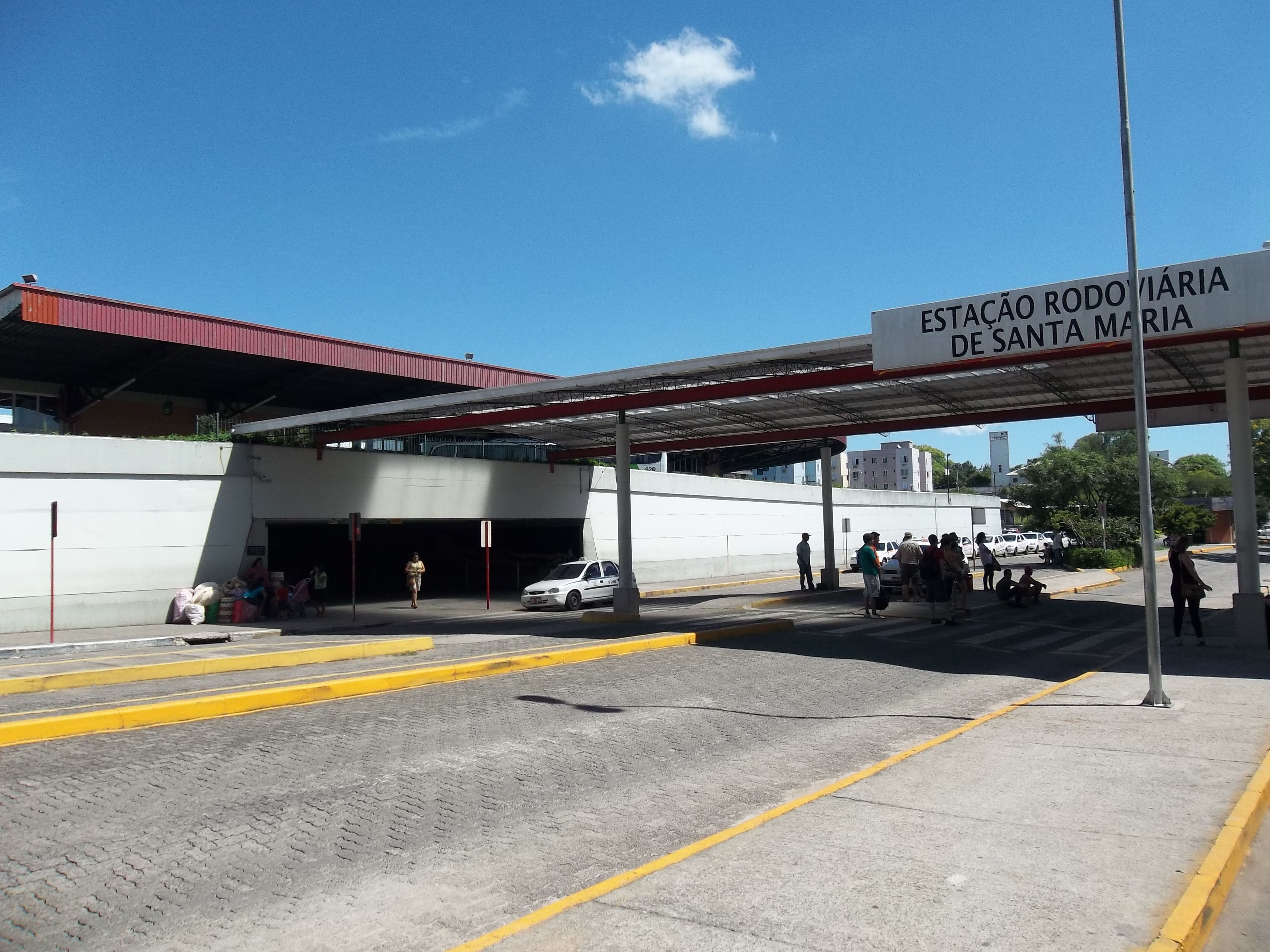

| Noroeste: Centro Nonoai                    | Norte: Nossa Senhora das Dores | Nordeste: Nossa Senhora das Dores Cerrito |
| Oeste: Nonoai                              |                                | Este: Cerrito                             |
| Suroeste: Nossa Senhora Medianeira Cerrito | Sur: Cerrito                   | Sureste: Cerrito                          |